# Sütlüce, Yeşilyurt
Sütlüce là một xã thuộc thành phố Malatya, tỉnh Malatya, Thổ Nhĩ Kỳ. Dân số thời điểm năm 2011 là 1.071 người.